# Liguilla Pre-Libertadores 1982 (Chile)
La Liguilla Pre-Libertadores 1982 fue la 9.º edición de la Liguilla Pre-Libertadores, torneo clasificatorio para la Copa Libertadores de América, organizado por la Asociación Central de Fútbol en la temporada de ese año.
El ganador que clasificó a la Copa Libertadores 1983 fue Colo-Colo, que obtuvo en primer lugar al finalizar este torneo clasificatorio.

## Equipos participantes
| Equipo               | Vía de clasificación                               |
| -------------------- | -------------------------------------------------- |
| Colo-Colo            | Segundo lugar de la Primera División de Chile 1982 |
| Magallanes           | Tercer lugar de la Primera División de Chile 1982  |
| Universidad de Chile | Cuarto lugar de la Primera División de Chile 1982  |
| Naval                | Quinto lugar de la Primera División de Chile 1982  |

## Desarrollo
El torneo se desarrolló con la modalidad de todos contra todos jugado en una rueda.

### Primera fecha
| Liguilla Pre-Libertadores 1982 1.º fecha; 2 de febrero de 1983 | Universidad de Chile                          | 3:1 | Naval          | Estadio Nacional de Santiago, Santiago |  |
|                                                                | Liminha · Luis Mosquera · Miguel Ángel Gamboa |     | Ricardo Flores |                                        |  |

| Liguilla Pre-Libertadores 1982 1.º fecha; 2 de febrero de 1983 | Colo-Colo | 0:0 | Magallanes | Estadio Nacional de Santiago, Santiago |  |

### Segunda fecha
| Liguilla Pre-Libertadores 1982 2.º fecha; 5 de febrero de 1983 | Magallanes | 0:1 | Naval         | Estadio Nacional de Santiago, Santiago |  |
|                                                                |            |     | Jorge Aravena |                                        |  |

| Liguilla Pre-Libertadores 1982 2.º fecha; 5 de febrero de 1983 | Colo-Colo                                | 3:2 | Universidad de Chile                       | Estadio Nacional de Santiago, Santiago |  |
|                                                                | Carlos Caszely 1' · Raúl Ormeño 46', 53' |     | Miguel Ángel Gamboa 27' · Jorge Socías 38' |                                        |  |

### Tercera fecha
| Liguilla Pre-Libertadores 1982 3.º fecha; 8 de febrero de 1983 | Universidad de Chile                                                  | 4:1 | Magallanes      | Estadio Nacional de Santiago, Santiago |  |
|                                                                | Martín Gálvez · Jorge Socías · Alberto Quintano (ag.) · Luis Mosquera |     | Arturo Jauregui |                                        |  |

| Liguilla Pre-Libertadores 1982 3.º fecha; 8 de febrero de 1983 | Colo-Colo                             | 2:0 | Naval | Estadio Nacional de Santiago, Santiago |  |
|                                                                | Carlos Caszely 43' · Carlos Rivas 89' |     |       |                                        |  |

## Tabla de posiciones
| Pos | Equipo               | PJ | PG | PE | PP | GF | GC | Dif | Pts |
| --- | -------------------- | -- | -- | -- | -- | -- | -- | --- | --- |
| 1   | Colo-Colo            | 3  | 2  | 1  | 0  | 5  | 2  | 3   | 5   |
| 2   | Universidad de Chile | 3  | 2  | 0  | 1  | 9  | 5  | 4   | 4   |
| 3   | Naval                | 3  | 1  | 0  | 2  | 2  | 5  | -3  | 2   |
| 4   | Magallanes           | 3  | 0  | 1  | 2  | 1  | 5  | -4  | 1   |

Pos = Posición; PJ = Partidos jugados; PG = Partidos ganados; PE = Partidos empatados; PP = Partidos perdidos; GF = Goles a favor; GC = Goles en contra; Dif = Diferencia de gol; Pts = Puntos
|  | Clasifica a la Copa Libertadores 1983 |

## Ganador
| Chile                                   |
| Ganador Colo-Colo                       |
| Clasificado a la Copa Libertadores 1983 |